# Lista odcinków serialu animowanego Młodzi Tytani
Lista odcinków serialu animowanego Młodzi Tytani (2003–2005) – amerykańskiego serialu animowanego nadawanego przez Cartoon Network.

## Przegląd sezonów
| Sezon | Sezon     | Odcinki   | Pierwsza emisja  | Pierwsza emisja   | Pierwsza emisja  | Pierwsza emisja  |
| Sezon | Sezon     | Odcinki   | Premiera sezonu  | Finał sezonu      | Premiera sezonu  | Finał sezonu     |
| ----- | --------- | --------- | ---------------- | ----------------- | ---------------- | ---------------- |
|       | 1         | 13        | 13 lipca 2003    | 11 listopada 2003 | 8 stycznia 2005  | 16 lutego 2005   |
|       | 2         | 13        | 10 stycznia 2004 | 21 sierpnia 2004  | 20 lutego 2005   | 2 kwietnia 2005  |
|       | 3         | 13        | 28 sierpnia 2004 | 22 stycznia 2005  | 6 maja 2006      | 17 czerwca 2006  |
|       | Specjalny | Specjalny | 10 stycznia 2005 | 10 stycznia 2005  | nieemitowany     | nieemitowany     |
|       | 4         | 13        | 29 stycznia 2005 | 16 lipca 2005     | 9 czerwca 2007   | 11 sierpnia 2007 |
|       | 5         | 13        | 24 września 2005 | 16 stycznia 2006  | nieemitowany     | nieemitowany     |
|       | Film      | Film      | 15 września 2006 | 15 września 2006  | 13 stycznia 2009 | 13 stycznia 2009 |

## Opisy odcinków

### Sezon 1:2003
|            | Polski tytuł | Angielski tytuł        | Premiera w Polsce |
| ---------- | --- | ---------------------- | ----------------- |
|            | |                        |                   |
| Odcinek 01 | „Dziel i rządź” | „Divide And Conquer”   | 8 stycznia 2005   |
| Odcinek 01 | Tytani przybywają na teren więzienia, zaatakowanego przez Popielarza. W czasie ataku Robin i Cyborg zahaczają o siebie nogami, co pozwala Popielarzowi na ucieczkę z tym, po co przybył – pojemnikiem z Plazmusem. Cyborg po kłótni z Robinem decyduje się na odejście z drużyny. Wkrótce potem Plazmus atakuje fabrykę z chemikaliami: Tytani w osłabionym składzie nie są w stanie go powstrzymać. Kiedy ich klęska wydaje się przesądzona, do akcji wkracza Cyborg. |                        |                   |
|            | |                        |                   |
| Odcinek 02 | „Siostry” | „Sisters”              | 9 września 2005   |
| Odcinek 02 | Na Ziemię przylatuje Kometa, siostra Gwiazdki. Bestia, Cyborg i Robin są zafascynowani dziewczyną do tego stopnia, że Gwiazdka czuje się niepotrzebna i chce po cichu odejść z grupy. Jednak, kiedy zostaje porwana przez kosmitów, grupa bez wahania rusza jej na ratunek. W tym czasie to Kometa usiłuje zniknąć bez pożegnania – okazuje się, że kosmici są policją, poszukującą dziewczyny za jej liczne przestępstwa; omyłkowo wzięli Gwiazdkę za jej siostrę. |                        |                   |
|            | |                        |                   |
| Odcinek 03 | „Ostateczny egzamin” | „Final Exam”           | 15 stycznia 2005  |
| Odcinek 03 | Trójka absolwentów akademii Rój (ang. H.I.V.E.) – Gizmo, Jinx i Mamut – zostaje przedstawionych Slade’owi: ten pragnie z ich pomocą pozbyć się Tytanów. Dzięki gadżetom Gizmo, magii Jinx i sile Mamuta cała trójka przejmuje kontrolę nad Wieżą Tytanów: w czasie walki Robin znika, co dodatkowo przygnębia grupę. Ostatecznie cała piątka odzyskuje dom i pozbywa się nieproszonych gości. Gizmo przekazuje Robinowi informację o istnieniu Slade’a. |                        |                   |
|            | |                        |                   |
| Odcinek 04 | „Siły natury” | „Forces Of Nature”     | 16 stycznia 2005  |
| Odcinek 04 | Dwaj bracia, Grzmot i Piorun, nie znają ziemskiego systemu wartości, i nie wiedzą, że swoją zabawą czynią zło. W tym czasie Bestia, chcąc zrewanżować się na Cyborgu za zrobiony przez niego kawał, przygotowuje pułapkę na swojego kolegę; niestety, przez przypadek wpada w nią Gwiazdka, co psuje stosunki między dwoma Tytanami. Grupa dowiaduje się o wyczynach braci i usiłuje ich powstrzymać, ale nie udaje im się to – co gorsza, Grzmot i Piorun przypadkowo ożywiają płomienistego stwora, stworzonego przez Slade’a. Widok kroczącego monstrum budzi w Grzmocie poczucie winy; namawia brata do wywołania deszczu, co w połączeniu z wysiłkami Tytanów przyczynia się do zwycięstwa nad potworem, a Gwiazdka i Bestia godzą się. |                        |                   |
|            | |                        |                   |
| Odcinek 05 | „Części niezamienne” | „The Sum Of His Parts” | 22 stycznia 2005  |
| Odcinek 05 | W czasie zabawy w parku Cyborg nagle się wyłącza. Po przebudzeniu informuje grupę, że jego bateria niedługo się rozładuje i idzie ją podładować. Przeszkadza mu w tym atak Mumbo; strzelając do niego, Cyborg ostatecznie rozładowuje się i wpada do pojemnika na śmieci. Tam znajduje go tajemniczy Napraw (ang. Fix It), który podładowuje jego baterie, ale równocześnie chce pozbawić Cyborga wszystkiego, co czyni z niego człowieka. Tytani omyłkowo ścigają Mumbo, sądząc, że to on porwał Cyborga. Kiedy prawda wychodzi na jaw, natychmiast zawracają, by pomóc przyjacielowi. |                        |                   |
|            | |                        |                   |
| Odcinek 06 | „Nigdy więcej” | „Nevermore”            | 23 stycznia 2005  |
| Odcinek 06 | W czasie odpierania ataku Doktora Błyska, Raven traci kontrolę nad swoją mocą, co przeraża zarówno przestępcę, jak i pozostałych Tytanów. Jakiś czas potem Cyborg i Bestia, chcąc porozmawiać z Raven, wchodzą do jej pokoju, ale nie zastają nikogo. Bestia bierze do ręki coś, co przypomina lusterko, i razem z Cyborgiem zostaje przeniesiony w dziwne miejsce, które okazuje się być umysłem Raven. |                        |                   |
|            | |                        |                   |
| Odcinek 07 | „Zamiana” | „Switched”             | 29 stycznia 2005  |
| Odcinek 07 | Tytani otrzymują przesyłkę: wysokiej jakości marionetki, przedstawiające ich samych. W nocy lalki, pozostające pod kontrolą Lalkarza, pochłaniają dusze chłopaków. Raven i Gwiazdce udaje się uciec, ale zamieniają się duszami. Muszą nauczyć się korzystać z nieswoich mocy, by ocalić przyjaciół. |                        |                   |
|            | |                        |                   |
| Odcinek 08 | „Głębia” | „Deep Six”             | 30 stycznia 2005  |
| Odcinek 08 | Podwodny, człekokształtny potwór o imieniu Trójząb kradnie nuklearne odpady, przewożone na statku. Tytani rozpoczynają śledztwo, które prowadzi ich w głąb morza. Tam trafiają na Wodnika – mieszkańca Atlantydy, potrafiącego komunikować się telepatycznie ze zwierzętami (Trójząb także okazuje się pochodzić z Atlantydy). Wodnik nie jest lubiany przez Bestię, ale ostatecznie łączą swoje siły i odkrywają źródło potęgi Trójzęba. |                        |                   |
|            | |                        |                   |
| Odcinek 09 | „Maski” | „Masks”                | 5 lutego 2005     |
| Odcinek 09 | Robin ciągle usiłuje odkryć tożsamość Slade’a i jego plany, ale nie udaje mu się to. Przestaje przebywać z innymi Tytanami: w samotności usiłuje wymyślić sposób na ujęcie przestępcy. W mieście pojawia się Czerwony X: Tytani nie są w stanie sobie z nim poradzić, tym bardziej, że nigdy nie ma z nimi Robina. Pewnego dnia Gwiazdka dowiaduje się, kim naprawdę jest X: Robin przebierał się za niego, by móc zbliżyć się do Slade’a. Jego plan nie powiódł się (Slade zorienotwał się, że to Robin jest czerwonym "X"), a co gorsza, stracił zaufanie Tytanów. |                        |                   |
|            | |                        |                   |
| Odcinek 10 | „Modniś” | „Mad Mod”              | 6 lutego 2005     |
| Odcinek 10 | Tytani budzą się w dziwnym budynku, przypominającym szkołę. Okazuje się on być wytworem Modnisia, który uznał, że Tytanom przyda się powrót do szkoły i kilka lekcji. Grupa usiłuje wydostać się i pokonać Modnisia, ale okazuje się to być bardzo trudne. W końcu domyślają się, że rzeczywistość, która ich otacza, jest wirtualnym tworem. To pozwala im na ucieczkę i ujęcie Modnisia. |                        |                   |
|            | |                        |                   |
| Odcinek 11 | „Auto jego marzeń” | „Car Trouble”          | 12 lutego 2005    |
| Odcinek 11 | Cyborg zbudował auto swoich marzeń, T-ercedesa (ang. T-Car), dzięki któremu cała grupa będzie mogła szybciej reagować. Okazja nadarza się bardzo szybko- Tytani otrzymują informacje o ataku Zwarciarza. Po jego ujęciu okazuje się, że auto Cyborga zniknęło – zostało „pożyczone” przez Casha i Sammy’ego, którzy biorą z nim udział w wyścigu. Po zwycięstwie dwójka dowiaduje się, że ich przeciwnikiem był Gizmo: chłopak kradnie samochód. Cyborg dowiaduje się o wszystkim: usiłuje powstrzymać Gizmo i Zwarciarza (uciekł w czasie transportu do więzienia). W czasie pościgu T-ercedes ulega zniszczeniu: Raven oferuje Cyborgowi pomoc w naprawie. |                        |                   |
|            | |                        |                   |
| Odcinek 12 | „Praktykant, cz. 1” | „Apprentice, Part I”   | 13 września 2006  |
| Odcinek 12 | Robin ma sen, w którym pokonuje Slade’a, a pod jego maską widzi samego siebie. Tytani otrzymują wiadomość od Slade’a: posiada on maszynę, którą jest w stanie zatrzymać czas. Dzięki Raven poznają miejsce, gdzie się znajduje, i ruszają tam. Zamiast maszyny trafiają na armię robotów i Popielarza. Grupa rozdziela się: Robin walczy z Popielarzem, a następnie rusza na poszukiwania Slade’a, a reszta Tytanów ściga płynącą kanałami łódź z poszukiwaną maszyną na pokładzie. Okazuje się jest ona atrapą, a Tytani zostają trafieni przez działo, które pozornie nie zrobiło im krzywdy. W tym czasie Slade informuje Robina, że chciałby mieć go za ucznia, i mówi mu, że jego przyjaciele zostali nafaszerowani sondami, które w razie aktywacji spowodują ich śmierć. Robin, chcąc ich uratować, zgadza się na ofertę Slade’a: porzucenie Tytanów i całkowite posłuszeństwo Slade’owi.                       |                        |                   |
|            | |                        |                   |
| Odcinek 13 | „Praktykant, cz. 2” | „Apprentice, Part II”  | 16 lutego 2005    |
| Odcinek 13 | Tytani są zaniepokojeni nieobecnością Robina i starają się go odszukać. W tym czasie uczeń Slade’a wykrada urządzenie, które ma mu pomóc w walce. Wkrótce zmuszony jest go użyć przeciwko Tytanom. Kiedy ma zaatakować Gwiazdkę, waha się, co powoduje, że Slade uruchamia sondy. Robin, chcąc ratować przyjaciół, używa przeciw nim skradzionego działa. Nieco później Tytani odkrywają sondy w swoim organizmie. Domyślają się planu Slade’a i chcą pomóc Robinowi pokonać go. Kiedy Slade wydaje uczniowi rozkaz ataku, Robin dotyka urządzenia kierującego ruchem sond, przez co także zostaje nimi zarażony. Slade zostaje postawiony przed wyborem: albo zabije tytanów (i tym samym straci ucznia), albo pozwoli przeżyć całej ekipie. Decyduje się na to ostatnie, co pozwala grupie na pokonanie go i zniszczenie jego bazy. Slade ucieka, straciwszy połowę maski, a grupa usuwa ze swojego organizmu sondy. |                        |                   |
|            | |                        |                   |

### Sezon 2: 2004
|            | |                         |                 |
| Odcinek 14 | „Ile trwa wieczność?” | „How Long Is Forever?”  | 20 lutego 2005  |
| Odcinek 14 | Przybyły z przyszłości Czasm (ang. Warp) próbuje ukraść Zegar Wieczności i wrócić z nim do swojej teraźniejszości. Gwiazdka, ścigając go, uszkadza jego urządzenie do podróży w czasie; w rezultacie oboje lądują w przyszłości, ale nie tej, do której podążał przestępca. Dziewczyna rusza na poszukiwanie przyjaciół, jednak Wieża, gdzie mieszkali, jest zrujnowana. Wegetujący tam Cyborg informuje Gwiazdkę, że od jej zniknięcia minęło 20 lat, a drużyna Tytanów rozpadła się. Niezrażona Tytanka rusza na poszukiwanie. Okazuje się, że Bestia jest atrakcją w cyrku, a Raven postradała zmysły, uważając m.in. Gwiazdkę za złudzenie. Jedynie Robin – działający samodzielnie pod pseudonimem Skrzydło (ang. Nightwing)- pomaga dziewczynie i zbiera całą drużynę w celu powstrzymania Czasma, który chce wrócić do siebie z Zegarem. Tytani obezwładniają go, a Gwiazdka wraca do swojej teraźniejszości z łupem Czasma. |                         |                 |
|            | |                         |                 |
| Odcinek 15 | „Ni pies, ni Bestia” | „Every Dog Has His Day” | 26 lutego 2005  |
| Odcinek 15 | Bestia, rozgoryczony faktem iż nikt z ekipy nie chce spędzać z nim czasu, wyrusza w miasto. Pragnąc poderwać dziewczyny, zamienia się w psa. W parku napotyka innego zielonego psa, który po chwili znika, a następnie nadlatuje UFO, które porywa Bestię. Tymczasem reszta Tytanów, poinformowana o latającym spodku, szuka śladów jego obecności. Na miejscu zastają zielonego psa; sądząc, że to jest Bestia, nakłaniają go do powrotu do ludzkiej postaci. Zwierzę ucieka; wkrótce Tytani dochodzą do wniosku, że ten pies wcale nie jest ich Bestią i może on należeć do pilota UFO. Tymczasem Bestia dowiaduje się, że ma być nowym zwierzątkiem domowym właściciela latającego spodka. Ostatecznie chłopak wraca do przyjaciół, a pies – na statek. |                         |                 |
|            | |                         |                 |
| Odcinek 16 | „Terra” | „Terra”                 | 27 lutego 2005  |
| Odcinek 16 | Tytani ruszają na pomoc dziewczynie, którą ściga gigantyczny skorpion, ale ich wsparcie nie było potrzebne. Okazało się, że dziewczyna o imieniu Terra dobrze zna Tytanów; Cyborg, Gwiazdka i Bestia, który jest oczarowany Terrą, proponują jej nocleg w ich Wieży. Następnego dnia Robin organizuje dla nowej koleżanki trening, polegający na pokonaniu toru przeszkód - Terra przechodzi go w rekordowym czasie. Pewnego wieczoru dziewczyna wyjawia Bestii iż nie potrafi kontrolować swych mocy, przez co powoduje trzęsienia ziemi i inne kataklizmy i musi tym samym ciągle zmieniać miejsce pobytu. Prosi też chłopaka, by zostało to tajemnicą. Kiedy grupa dostaje informacje o miejscu pobytu Slade’a, Bestia zachęca dziewczynę, by także wzięła udział w akcji. Na miejscu Terra wpada w pułapkę Slade’a, który proponuje jej pomoc w nauce kontrolowania swych mocy. Dziewczyna odmawia, ale ziarno wątpliwości zostało w niej zasiane: kiedy wydaje jej się, że Bestia, któremu zaufała, zdradził sekret dotyczący jej problemów z mocą, ucieka z Wieży. Jednak Bestia nie wyjawił tajemnicy – Robin po prostu się domyślił. |                         |                 |
|            | |                         |                 |
| Odcinek 17 | „Jestem tylko człowiekiem” | „Only Human”            | 5 marca 2005    |
| Odcinek 17 | Po nieudanym treningu Cyborg rozgoryczony mówi, że nie może dać z siebie więcej niż 100% przez prosty fakt, że jego mięśnie są mechaniczne. Wyładowuje się, walcząc w grze komputerowej z Atlasem. Wygrywa, a jego przeciwnik chce się zrewanżować. Okazuje się, że Atlas jest robotem – oboje walczą ze sobą. Atlas uwięził Tytanów, którzy chcieli pomóc Cyborgowi – oznajmia Cyborgowi, że uwolni jego przyjaciół, jeśli tytan stoczy z nim pojedynek wieczorem na stadionie. Cyborg przegrywa, a Atlas odmawia uwolnienia więźniów. Cyborg decyduje się wrócić i wygrać walkę. Mechanik Atlasa, namówiony przez Tytanów, uwalnia ich, a Cyborg pokonuje robota. |                         |                 |
|            | |                         |                 |
| Odcinek 18 | „Czysty strach” | „Fear Itself”           | 6 marca 2005    |
| Odcinek 18 | Kontrolnik napada na wypożyczalnię filmów. Tytani wygrywają, a Bestia wypożycza horror, przez który cała piątka ma ciarki na plecach. Jednak Raven nie przyznaje się do tego, że czuje strach – wypiera się go. Po obejrzeniu filmu Raven traci moc, a w Wieży budzą się upiory, przez które w niewyjaśnionych okolicznościach giną Tytani (w kolejności – Bestia, Robin, Gwiazdka, Cyborg). Zostaje tylko Raven, którą potwory wzięły sobie za ostateczny cel. I w krytycznym momencie dziewczyna akceptuje w sobie swoje uczucia, zrozumiawszy, że strach to nie słabość i w każdej chwili można się bronić. Wtedy powraca jej moc, a ona pokonuje potwory. Okazuje się, że sama je stworzyła przez tłamszenie w sobie emocji. |                         |                 |
|            | |                         |                 |
| Odcinek 19 | „Randka z przeznaczeniem” | „Date With Destiny”     | 12 marca 2005   |
| Odcinek 19 | Pan Moli – wróg Tytanów – ma córkę Kicię, którą rzucił chłopak. Prosi ojca, aby znalazł jej partnera na szkolny bal. W międzyczasie Tytani otrzymują alarm, że ktoś okrada jubilera, więc ruszają na pomoc. Przestępcą okazuje się być pająko-człowiek, strzelający pajęczyną i jadem. Robin drętwieje po truciźnie, ale Gwiazdka po powrocie do Wieży pomaga liderowi i chłopak odzyskuje czucie. Tymczasem Cyborg, Bestia i Raven walczą z owadami-mutantami, wysłanymi przez pana Moli. Pan Moli mówi Robinowi, że powstrzyma dalszy atak na miasto, jeżeli Robin pójdzie z Kicią na bal. Chłopak, nie mając wyboru, zgadza się. Gwiazdka jest zazdrosna i również wybiera się na bal. Na końcu jednak Gwiazdka z Robinem pokonują Kicię oraz jej chłopaka (pająko-człowieka) i po wszystkim tańczą ze sobą na pustym parkiecie. Dziwne owady zamieniają się w larwy i Bestia chce jednego zatrzymać, ale Raven wybija mu to z głowy. |                         |                 |
|            | |                         |                 |
| Odcinek 20 | „Transformacja” | „Transformation”        | 13 marca 2005   |
| Odcinek 20 | Gwiazdka budzi się rano z dziwnym, wielkim bąblem na czole. Jej ciało zmienia się – spiczaste uszy, ohydne dłonie, owłosione i wielkie stopy oraz dwa rogi na szyi. Jakiś czas później Tytani walczą z Plazmusem (Gwiazdka przebrała się w osobliwy strój, zakrywający jej nienormalności). Jednak podczas starcia dziewczyna zostaje pozbawiona „ukrycia”, przez co widać co takiego się z nią dzieje. Zawstydzona i wystraszona ucieka w kosmos, a Tytani ruszają jej na pomoc. W ciemnych zakamarkach galaktyki Gwiazdka spotyka piękną kobietę, która proponuje pomoc „brzydkiej”. Wytłumaczyła dziewczynie że to, co się z nią dzieje, to po prostu przemiana – odpowiednik ziemskiego okresu dojrzewania. Gwiazdka daje się namówić na pomoc, ale wpada w pułapkę, bo cudowna istota to zły kosmita, chcący pożreć dziewczynę. Tytani przybywają w ostatniej chwili, ale to Gwiazdka pokonuje przeciwnika. |                         |                 |
|            | |                         |                 |
| Odcinek 21 | „Nowy Tytan” | „Titan Rising”          | 19 marca 2005   |
| Odcinek 21 | Terra nieoczekiwanie wraca do Młodych Tytanów i tym razem wyraża gotowość przyłączenia się do nich. Wszyscy się cieszą, poza Raven i Robinem. Terra wydaje się mieć tym razem pełną kontrolę nad swoimi mocami. Tytani otrzymują zadanie. W mieście występują jakieś trzęsienia ziemi, wywołane przez Slade’a. Grupa razem z Terrą ruszają, by go powstrzymać. Odkrywają, że Slade chce dosłownie pogrzebać ich Wieżę. Mimo niechęci Raven do Terry, zmuszone są razem pracować i udaje im się powstrzymać kolejny plan Slade’a. Terra otrzymuje swój pokój w Wieży Tytanów oraz zostaje przyjęta do drużyny, mając akceptację nawet Raven. |                         |                 |
|            | |                         |                 |
| Odcinek 22 | „Stawka większa niż wszystko” | „Winner Take All”       | 1 sierpnia 2006 |
| Odcinek 22 | Męska część Tytanów ląduje w dziwnym miejscu, które okazuje się być wielką areną do pojedynków prowadzoną przez Mistrza Gry. Jednak oprócz Robina, Cyborga i Bestii są tam także: Gizmo, Grizlołak (ang. Wildbeast), Płomień (ang. Hot Spot), Szybki (ang. Speedy) oraz Wodnik (ang. Aqualad). Walka „każdy na każdego” ma wyłonić najlepszego herosa, co chłopacy przyjmują z entuzjazmem. Jednak wszyscy ci, którzy przegrali, nie są odsyłani bezpiecznie do domu – jak obiecał prowadzący – lecz wnikają do wielkiego rubina na piersi Mistrza Gry, dając mu wszystkie moce, które posiadają przegrani. Cyborg odkrywa spisek, lecz sam zostaje „wciągnięty”. Robin wygrywa cały konkurs; dowiaduje się o wielkim kłamstwie i wyzywa na pojedynek Mistrza Gry. Wygrywa, ratując całą resztę. Nowi znajomi dostają nadajniki od Tytanów. Na końcu okazuje się, że Mistrz Gry nie zginął, lecz zorganizował taki sam konkurs, tym razem dla dziewczyn. |                         |                 |
|            | |                         |                 |
| Odcinek 23 | „Zdrada” | „Betrayal”              | 20 marca 2005   |
| Odcinek 23 | Kolejny raz Tytani razem z Terrą niweczą plany Slade’a, jednak coś jest nie tak. Po bitwie cała szóstka wraca do Wieży i tam każdy zajmuje się już sobą. Niespodziewanie do pokoju Terry, która wysyła do kogoś wiadomość przez laptop, ktoś puka. Okazuje się to być Bestia, który wręcza dziewczynie prezent – pudełeczko z lustrem w kształcie serca – i zaprasza na randkę. Dziewczyna, zmieszana, odmawia, co wywołuje głęboką rozpacz u Bestii. Jednak ostatecznie Terra zaakceptowała propozycję Bestii i oboje wybierają się do wesołego miasteczka. W międzyczasie Wieża Tytanów zostaje zaatakowana przez kilkaset robotów Slade’a, ponieważ system alarmowy nie wykrył wrogów. Tytani starają się odeprzeć atak. Tymczasem Slade przerywa romantyczny moment zakochanym i jest zainteresowany dziewczyną. Bestia stara się bronić dziewczynę najlepiej jak umie, aż w końcu ratują się ucieczką do sali luster. Tam Bestia zostaje zapędzony w ślepy zaułek i Slade odkrywa przed nim prawdziwą twarz Terry... Okazuje się, że dziewczyna przez cały czas pracowała dla Slade’a – a on ją wysłał, by odkryła słabe strony Tytanów, ich lęki i wszystko, co potrzebne, by zniszczyć drużynę od wewnątrz. Bestia nie wierzy, póki sama Terra mu tego nie mówi. Dziewczyna próbuje się tłumaczyć, lecz Bestia odrzuca ją. Terra wydaje się być w szoku, lecz podąża za swoim nowym mistrzem. |                         |                 |
|            | |                         |                 |
| Odcinek 24 | „Kontuzja” | „Fractured”             | 26 marca 2005   |
| Odcinek 24 | Podczas walki z Johnnym Zgniłkiem Robin złamał rękę. W czasie rozmowy w Wieży Tytanów dzieje się coś dziwnego: z głowy Robina wyskakuje (później nazwany przez Bestię) Larry – mała, gruba podobizna Robina z innego wymiaru, mająca takie same geny jak Robin. Larry za pomocą swojego magicznego palca potrafi bardzo dużo, jest oczarowany Gwiazdką. Larry jest wielkim fanem Robina i wciąż chce mu w czymś pomagać. On tak naprawdę ma na imię "Nosyarg Kcid", czyli Dick Grayson - prawdziwe imię Robina czytane od tyłu (w polskiej wersji nazywa się Jezrdna Nibor – Robin Andrzej od tyłu). W wyniku konfliktu między chłopcami Larry uszkadza swój magiczny palec, co wywołuje katastrofalne skutki. Miasto zmienia się nie do poznania, wygląda jak babcina pocztówka na lodówce. Tytani próbują jakoś okiełznać bałagan, lecz Johnny Zgniłek pierwszy znajduje rozwiązanie problemu i przejmuje kontrolę nad miastem, zmieniając je w obrazek z horrorów. Jednak na końcu udaje się im pokonać nowego, potężnego wroga, a Larry przywraca normalną rzeczywistość. |                         |                 |
|            | |                         |                 |
| Odcinek 25 | „Niewyrównane rachunki, cz. 1” | „Aftershock, Part I”    | 27 marca 2005   |
| Odcinek 25 | Tytani podczas przejażdżki T-ercedesem, zostają uderzeni przez wielki głaz – zostali zaatakowani przez Terrę. Dziewczyna powróciła, ubrana w nowy kombinezon, gotowa zabić Tytanów za wszelką cenę. Podczas długiej potyczki piątce Tytanów udaje się skutecznie uciec. Wracają do Wieży i tam rozmyślają, co robić. Tymczasem Plazmus, Popielarz oraz Zwarciarz atakują trzy różne miejsca w mieście. Tytani się rozdzielają – Raven bierze się za Zwarciarza, Robin i Gwiazdka za Popielarza, a Bestia z Cyborgiem za Plazmusa. Później się okazuje, że te ataki to tylko przynęta, mająca wywabić Tytanów z ich bazy. Rozdzieleni i osłabieni, wszyscy Tytani zostali pokonani przez Terrę. |                         |                 |
|            | |                         |                 |
| Odcinek 26 | „Niewyrównane rachunki, cz. 2” | „Aftershock, Part II”   | 2 kwietnia 2005 |
| Odcinek 26 | Miasto bez Tytanów jest słabe i bezbronne. Terra wraz ze Sladem przejmuje je, są gotowi rozciągnąć swe niszczycielskie siły na inne rejony kraju, a potem świata. A jednak, przy patrolowaniu regionów Jump City, Terra spotyka Tytanów, całych, zdrowych i wściekłych. Z łatwością uzyskują przewagę w walce, bezlitośnie zmuszając dziewczynę do ucieczki. Prosi Slade’a, by jej pomógł – odpowiedzią na to jest Ternion (połączeni w jedność Plazmus, Popielarz i Zwarciarz). Kiedy Terra wraca do Slade’a, ten jest wściekły i używa wobec niej siły. Dziewczyna zmienia zdanie – nie chce już walczyć. Jednak nie może odejść, gdyż jej nowy kostium jest połączony do jej układu nerwowego, więc Slade ma nad nią całkowitą kontrolę. W międzyczasie Tytanom udaje się zgładzić Terniona, a Bestii – odnaleźć tajną kryjówkę Slade’a. Odnajduje tam pobitą Terrę, która mówi mu, by ją zabił. Bestia jednak tego nie robi i zostaje zaatakowany przez dziewczynę pod kontrolą Slade’a. Mimo tego Bestia stara się przemówić dziewczynie do rozsądku. Terra ma już zadać ostateczny cios, kiedy do kryjówki wkraczają Tytani, grożąc jej, że jeśli to zrobi, to zginie z ich ręki. Terra słuchając Bestii odnajduje siłę, by przeciwstawić się kontroli Slade’a i przełamuje jego moc. Atakuje i spycha Slade’a wprost w lawę, zabijając go. Niestety, jej moce aktywowały wulkan, który jest w stanie zniszczyć całe miasto. W geście odkupienia Terra poświęca się, powstrzymując erupcję. Został po niej tylko kamienny posąg, na którym później Tytani umieszczają plakietkę „TERRA – MŁODY TYTAN – PRAWDZIWY PRZYJACIEL”. |                         |                 |
|            | |                         |                 |

### Sezon 3: 2004–2005
|            | |                                                        |                 |
| Odcinek 27 | „Misja z przechwytem” | „Deception”                                            | 6 maja 2006     |
| Odcinek 27 | Tytani po wielu walkach z Rojem mają zamiar przeniknąć do ich systemu i wykraść ich plany. Do tego celu Cyborg tworzy iluzję, pozwalającą mu na swobodne poruszanie się po złej akademii, w której miał być tymczasowym uczniem. Po bliżej nieokreślonym czasie, podczas którego Cyborg okazał się być najlepszym uczniem i – co sam przyznawał – poczuł nić sympatii do akademii i Jinx, Tytani decydują się na kolejny ruch. Jednak Cyborg przechodzi na stronę wroga. Gdy Tytani siłą wkraczają, by odbić przyjaciela, ten zapędza ich w kozi róg. Gdy ma zadać ostateczny cios zwraca się przeciwko dyrektorowi akademii. Okazuje się, że cały czas był Tytanem, chciał jedynie pozyskać zaufanie Roju. |                                                        |                 |
|            | |                                                        |                 |
| Odcinek 28 | „X” | „X”                                                    | 7 maja 2006     |
| Odcinek 28 | Ktoś kradnie kostium czerwonego X’a i za jego pomocą wykrada Xenotium, bardzo niebezpieczną substancję, nieosiągalną na zwykłym rynku zbytu. Robin rozpoczyna śledztwo i udaje się do Changa, zdziwaczałego naukowca, który doprowadza go do miejsca, w którym znajdują się resztki Xenotium. Tytani szybko zostają wytrąceni z gry przez tajemniczego gracza; pozostaje tylko Robin, który mierzy się z X’em. Oboje jednak przegrywają, gdy Chang znienacka wtrąca się w walkę – naukowiec wykorzystał Robina, by ten wkradł się do złóż surowca, a Chang mógł je ukraść w celu zniszczenia miasta swoją bronią. Robin pozostawia X’a zamkniętego, a sam idzie ratować przyjaciół. Jednak w pewnym momencie X dołącza się do walki, stając po stronie Robina. Razem zwyciężają wroga. X przepada bez śladu. |                                                        |                 |
|            | |                                                        |                 |
| Odcinek 29 | „Narzeczony” | „Betrothed”                                            | 13 maja 2006    |
| Odcinek 29 | Gwiazdka wychodzi za mąż. Tytani docierają do Tamaranu, rodzinnej planety Gwiazdki, na której jak się okazuje rządzi Kometa. Robin, zazdrosny, próbuje wybić to Gwiazdce z głowy, ale bez skutku. Gwiazdka dla dobra narodu musi wyjść za mąż, inaczej wrogie wojska zaatakują Tamaran. Tytani odkrywają jednak, że wojna jest upozorowana przez narzeczonego i Kometę. Gwiazdka wygrywa z Kometą walkę o tron, a następnie przekazuje ją swemu opiekunowi z lat dzieciństwa. Na końcu odcinka, szczęśliwi, wracają do domu, na Ziemię. |                                                        |                 |
|            | |                                                        |                 |
| Odcinek 30 | „Awaria” | „Crash”                                                | 14 maja 2006    |
| Odcinek 30 | Bestia ściąga grę „Mega Małpy 4”, ale nie może jej uruchomić. Zakrada się więc do pokoju Cyborga, aby odpalić ją na jego komputerze. Niestety myli ją z maszyną ładującą Cyborga. Ładowarka zostaje zainfekowana wirusem. Tytani sprowadzają Gizma, aby go naprawił. Zmniejsza się do rozmiarów bakterii, by zniszczyć wirusa, lecz Cyborg ucieka z Wieży. Tytani ruszają w pogoń za Cyborgiem, tymczasem oprócz Gizma w przewodach Cyborga jest też Bestia w postaci ameby. Wraz z Gizmo szukają i pokonują na końcu niszczycielskiego wirusa, ocalając również sporą elektroniczną część miasta. |                                                        |                 |
|            | |                                                        |                 |
| Odcinek 31 | „Nawiedzony” | „Haunted”                                              | 20 maja 2006    |
| Odcinek 31 | Robin zastanawia się nad zginięciem Slade’a, przeglądając zakurzone rzeczy, które po nim pozostały. W tym czasie na miasto napada Popielarz. Kiedy Robin zostaje zepchnięty z góry do lasu, zauważa Slade’a i toczy z nim walkę, ani razu nie mogąc drasnąć wroga. Robin wszczyna alarm, a przyjaciele, choć trochę sceptyczni, idą szukać generatorów Slade’a. Bestia przeziębia się, a za każdym razem, kiedy kichnie traci kontrole nad swoją mocą. Robin coraz bardziej popada w szaleństwo, dodatkowo Slade bezlitośnie katuje go. W końcu Raven dociera do umysłu Robina i okazuje się, że tylko Robin może zobaczyć wroga. Ostatecznie Robinowi pomagają przyjaciele i... światło. Halucynacja znika, choć została uaktywniona przez kogoś „z zewnątrz”. |                                                        |                 |
|            | |                                                        |                 |
| Odcinek 32 | „Zły urok” | „Spellbound”                                           | 21 maja 2006    |
| Odcinek 32 | Raven czyta książkę – okazało się, iż jest w niej uwięziony za pomocą zaklęcia czarodziej o imieniu Malchior. Wydaje się on być wspaniałym towarzyszem, z którym Raven miło spędza czas. Dziewczyna postanawia mu pomóc, lecz najpierw musi nauczyć się potężnych zaklęć, zdolnych choć trochę osłabić klątwę. Czary okazują się czarną magią, przez którą Raven prawie nie zabiła dziecka. Początkowo zła na Malchiora z tego względu, wybacza mu to, gdyż czuje do niego słabość. Gdy jednak klątwa zostaje przerwana, Malchior okazuje się być złym smokiem, który tylko wykorzystał Raven do uwolnienia się. Czuje się zdradzona, lecz staje do walki i pokonuje wroga, na powrót zamykając go w księdze, którą chowa głęboko w czarnym kufrze. |                                                        |                 |
|            | |                                                        |                 |
| Odcinek 33 | „Rewolucja” | „Revolution”                                           | 4 lipca 2006    |
| Odcinek 33 | Jest 4 lipca – dzień niepodległości. Tytani świętują, ale nagle Modniś niszczy uroczystość, hipnotyzując całe miasto i – jako fanatyk wszystkiego, co brytyjskie – zmieniając wygląd całego miasta na modę Starej Anglii. Modniś kradnie młodość Robinowi, ale drużyna, walcząc z Modnisiem, w końcu odbiera mu jego laskę, która miała całą moc, i zwraca Robinowi młodość. |                                                        |                 |
|            | |                                                        |                 |
| Odcinek 34 | „Długość fali” | „Wavelength”                                           | 28 maja 2006    |
| Odcinek 34 | Do wieży Tytanów przybywa Wodnik, aby przekazać im niepokojące wieści. Otóż Brat Krwiak korzystając ze schematów Cyborga stworzył podwodną maszynę, która miała zatopić całe miasto. Tytani wraz z Wodnikiem wkraczają do akcji. Ratują miasto oraz pokonują Brata Krwiaka. W tym odcinku pojawia się nowa postać: Żądło (ang. Bumblebee), tajny szpieg. |                                                        |                 |
| Odcinek 35 | „Tkwi w Nim Bestia” | „The Beast Within”                                     | 3 czerwca 2006  |
| Odcinek 35 | Podczas Walki z Adonisem w laboratorium na niego i na Bestię wylały się dziwne chemikalia. Nazajutrz Bestia je mięso i jajka. Mówi Robinowi, że już nie jest wegetarianinem. Potem chłopak zaczyna zachowywać się arogancko w stosunku do swoich kolegów, a później zamienia się w prawdziwą bestię i ucieka z wieży. Następnie tytani słyszą głos z pokoju Raven – okazało się, że ktoś ją porwał. Tytani idą za jej tropem – w końcu znaleźli Bestię wraz z Raven. Rozpoczyna się walka. Po jej zakończeniu, chłopak na jakiś czas powrócił do swej normalnej postaci, a koledzy zabrali go i ranną Raven do wieży. Tam powiedzieli mu że on to wszystko zrobił, a Bestia nie może w to uwierzyć. W końcu znów zamienia się w potwora i ucieka z wieży. Cyborg i Robin go ścigają, a Gwiazdka została z Raven, która po chwili odzyskuje przytomność – wtedy powiedziała przyjaciółce, że Bestia wcale jej nie porwał, tylko uratował. Chłopak pod postacią bestii znów atakuje, lecz tym razem okazuje się, że jest też jakaś druga bestia – i zaczynają ze sobą walczyć. W końcu Bestia pokonał tajemniczego rywala (po walce okazało się, iż był nim Adonis), ratując Raven i resztę Tytanów. |                                                        |                 |
|            | |                                                        |                 |
| Odcinek 36 | „Mogę Go zatrzymać?” | „Can I Keep Him?”                                      | 4 czerwca 2006  |
| Odcinek 36 | Po krótkiej walce z Johnnym Zgniłkiem, Tytani wracają do wieży... lecz widzą iż jest ona kompletnie zrujnowana. Od razu zaczynają ją przeszukiwać, by znaleźć winowajcę. Bestia ostrożnie odciąga Gwiazdkę na bok, by powiedzieć jej, że wie kto to zrobił... i pokazuje Jedwabka, małą larwę wziętą od Pana Moli w odcinku Randka z przeznaczeniem. Prosi gwiazdkę by zaopiekowała się małą larwą, gdyż wie, że reszta Tytanów na pewno przeszuka jego pokój i znajdzie larwę. Gwiazdka nie wie czym go nakarmić, więc daje mu wazon Zorkojagód, po których Jedwabek urósł do olbrzymich rozmiarów. Sprawa się wydała, a Robin postanowił, że Jedwabek nie może tu zostać. Gwiazdka z bólem rozstaje się ze swoim małym ulubieńcem. Jakiś czas później, Johnny Zgniłek znów atakuje, ale zostaje zjedzony przez przeobrażonego w wielką ćmę Jedwabka (a w zasadzie Larwiszona M-15), który jest kontrolowany przez Pana Moli. Po walce przed Jedwabkiem stanął trudny wybór: wybrać stwórcę – Pana Moli -, czy „mamę” – Gwiazdkę. Nasilające się emocje rozerwały Jedwabka... który powrócił do swojej poprzedniej formy – małej larwy. Robin tym razem zgadza się na to, aby go zatrzymać. |                                                        |                 |
|            | |                                                        |                 |
| Odcinek 37 | „Raven królikiem albo nadszedł na Was czas Tytani” | „Bunny Raven… or …How To Make A Titananimal Disappear” | 10 czerwca 2006 |
| Odcinek 37 | Tytani walczą z Mumbo, któremu udaje się zamknąć ich w swoim kapeluszu. Mumbo zamienia Raven w królika. Tytanom udaje się ją znaleźć, ale Robin zostaje zamieniony w małpę, Gwiazdka w kota, Cyborg w niedźwiedzia w spódniczce, a Bestia w lampę. Mumbo organizuje przedstawienie, w którego finale Tytani mają zniknąć na zawsze. |                                                        |                 |
|            | |                                                        |                 |
| Odcinek 38 | „Tytani Wschodu, cz. 1” | „Titans East, Part I”                                  | 11 czerwca 2006 |
| Odcinek 38 | Cyborg jedzie T-ercedesem do wieży Tytanów Wschodu, która jest dopiero w budowie. Kiedy dociera na miejsce zauważa, że budowla jest w fatalnym stanie, gdyż Tytani Wschodu są bardzo kiepsko zgrani. Zastaje tam: Wodnika, Szybkiego, Żądło oraz – wcześniej zupełnie niewidzianych – Masa i Menosa. Ich moc polega na bardzo szybkim poruszaniu wymagającym dotykania się. Różnią się tylko kostiumami; Mas ma znak „+”, a Menos „-”. Mówią po hiszpańsku. To jedyni zgrani ze sobą Tytani Wschodu. Po nieudanej próbie poprawienia stanu wieży, ktoś atakuje miasto. Dzięki Cyborgowi, Tytanom Wschodu udaje się wreszcie zgrać i pokonują przestępcę. Po chwili jest zbliżenie jego kombinezonu na którym widnieje mała, czerwona odznaka Roju. W następnej chwili jest pokazany Brat Krwiak. Okazało się, że właśnie zgrał kody do ich nowej siedziby. Po powrocie do wieży, Tytani Wschodu znowu zabierają się do budowy wieży – tym razem skutecznie. Tuż po skończeniu budowy do Cyborga dzwoni Robin i mówi, że ma wracać. Tytani Wschodu próbują go namówić żeby został. Proponują nawet przywództwo. W tym momencie drzwi garażu się zamykają i Tytani Wschodu zauważają tajemnicze postacie, w ciemnych płaszczach, a każdy z nich na odznakę Roju. Rozpoczyna się bitwa. Kiedy Żądło zrywa jednemu płaszcz widać, że to roboty zrobione według schematu Cyborga. Wkrótce Cyborg spotyka Brata Krwiaka i zaczynają walczyć. Po chwili Krwiak powala Cyborga i rozrywa go na strzępy. Wtedy Cyborg strzela w niego czystą energią i włącza system obronny, który atakuje Krwiaka. Po bitwie do Cyborga znowu dzwoni Robin i każe mu wracać. Wtedy Cyborg podejmuje decyzję: zostaje przywódcą Tytanów Wschodu. |                                                        |                 |
|            | |                                                        |                 |
| Odcinek 39 | „Tytani Wschodu, cz. 2” | „Titans East, Part II”                                 | 17 czerwca 2006 |
| Odcinek 39 | Robin próbuje namówić Cyborga do powrotu, ale ten kompletnie nie liczy się z jego zdaniem. Tytani Wschodu rozmawiają z Bratem Krwiakiem – twierdzi on, że wkrótce będzie gotowy, aby Cyborg się dowiedział, że są z nim. Gdy Cyborg robi Domowe Spaghetti swoim kolegom, ci ujawniają swoją tajemnicę, atakując Cyborga. Zaczyna się bitwa. Tytani Wschodu mają przewagę, więc Cyborg próbuje wezwać pomoc, ale Tytani Wschodu zakłócają sygnał. Żądło razi Cyborga i ten mdleje, a potem budzi się przykuty do stołu. Podchodzi do niego Brat Krwiak – okazuje się, że zbudował sobie takie samo mechaniczne ciało jakie ma Cyborg. Mówi, że będzie mógł całkiem kontrolować swoich uczniów, jeśli odpowiednio ich zmodyfikuje. Każe Wodnikowi, Szybkiemu i reszcie rozebrać Cyborga. Nagle do akcji wkraczają Młodzi Tytani i ratują Cyborga. Wtedy Krwiak twierdzi, że jeśli nie może poeksperymentować na Cyborgu, to zrobi to na Tytanach Wschodu. Następnie z nimi ucieka, a Młodych Tytanów zamyka w wielkiej kopule. Gwiazdka uwalnia Cyborga, przywiązanego do stołu. Robin mówi, że chociaż sygnał Cyborga był słaby, to jednak dotarł. Cyborg rozbiera kopułę, a gdy się wydostają, tytan wyjawił, że jego elektroniczne oko nie widzi w ultrafioletcie i okrywa Tytanów niebieską poświatą dzięki czemu pozostają niewidoczni (ponieważ roboty Krwiaka mają elektroniczne oczy). Grupa dochodzi do Krwiaka i atakuje. Kiedy Tytani odnoszą zwycięstwo, zjawia się Krwiak i teleportuje się z Cyborgiem na górę wieży, a jego uczniowie się uwalniają. Na wieży zaczyna się walka Tytanów i uczniów Roju. Nagle atakują roboty. Krwiak rozrywa Cyborga i go przewraca. Wtedy Cyborg udowadnia, że to nie maszyna potrafi pokonać Krwiaka, tylko ON – Cyborg. Następnie roboty zaczynają się rozwalać, a części lecą ku Cyborgowi i go naprawiają. Kiedy ten jest już cały, pokonuje Krwiaka i wszystko wraca do normy. Cyborg decyduje się wrócić do Młodych Tytanów, a Żądło mianował na przywódczynię „wschodniej ekipy”. |                                                        |                 |
|            | |                                                        |                 |

### Sezon 4: 2005
|            | Polski tytuł | Angielski tytuł         | Premiera w Polsce |
| ---------- | --- | ----------------------- | ----------------- |
|            | |                         |                   |
| Odcinek 40 | „Odcinek 257-494” | „Episode 257-494”       | 9 czerwca 2007    |
| Odcinek 40 | Kontrolnik buduje urządzenie, za pomocą którego przenosi się do telewizji. Tytani ruszają za nim w pogoń. Bestia przez przypadek włącza urządzenie i tytani również się tam dostają. |                         |                   |
|            | |                         |                   |
| Odcinek 41 | „Cyborg Barbarzyńca” | „Cyborg The Barbarian”  | 10 czerwca 2007   |
| Odcinek 41 | Cyborg zostaje cofnięty w czasie do roku 3000 p.n.e. Natyka się na walkę ludzi z zielonymi stworami. Marnuje większość energii na strzały z działa sonicznego, co w efekcie prowadzi do wygranej ludzi, za co dostaje tytuł „obrońcy”. Zakochuje się w Sarasim, przywódczyni lokalnej społeczności. |                         |                   |
|            | |                         |                   |
| Odcinek 42 | „Znamię” | „Birthmark”             | 16 czerwca 2007   |
| Odcinek 42 | Raven ma urodziny. Tytani przygotowują jej przyjęcie, ale ona wszystko niszczy. Wieżę atakuje Slade. Najbardziej stara się dosięgnąć Raven. Za każdym razem, gdy jej dotyka na jej ciele pojawiają się dziwne znaki. Raven zatrzymuje czas. Pozwala poruszać się jedynie Robinowi, ale Slade i tak za nimi biegnie. W pewnym momencie dogania Raven na szczycie budynku. Przedstawia Raven wizję, w której ona sama pokonuje Tytanów i niszczy świat, po czym Slade zrzuca ją z wieżowca, ale ratuje ją Robin. W wieży Tytani organizują drugie przyjęcie, ale tym razem Raven nie ma nic przeciwko temu. |                         |                   |
|            | |                         |                   |
| Odcinek 43 | „Wyprawa” | „The Quest”             | 17 czerwca 2007   |
| Odcinek 43 | Robin walczy z przestępcą, który twierdzi że nauczył się tak dobrze walczyć u tajemniczego „Wielkiego Mistrza”. Lider tytanów postanawia odnaleźć tego mistrza aby się u niego podszkolić w sztukach walki. Opuszcza drużynę na pewien czas i rusza w drogę, by odnaleźć tego mistrza. Gdy Robin w końcu przybywa na miejsce spotyka starą kobietę, która mówi mu, że musi wejść na szczyt pewnej góry przed zmierzchem. Najpierw jednak każe zostawić mu broń i wszystkie gadżety, a także przebrać się. Gwiazdka tęskni za Robinem; przechodząc koło jego pokoju widzi kogoś w środku: był to tylko Bestia w ubraniu Robina. Chłopak namawia Gwiazdkę, żeby również założyła jego uniform i się zgadza. Po paru minutach do pokoju Robina wpada Cyborg, który także zakłada jego ciuchy. Robin odnajduje po ciężkiej wspinaczce mistrza – a była nim ta sama staruszka, która kazała mu zdobyć szczyt góry. Robin rozpoczyna szkolenie. Po powrocie do Domu widzi jak wszyscy jego przyjaciele (także Raven, która została namówiona przez Gwiazdkę) noszą jego uniformy; Robin jednak ignoruje ten fakt. |                         |                   |
|            | |                         |                   |
| Odcinek 44 | „Pracownik miesiąca” | „Employee Of The Month” | 23 czerwca 2007   |
| Odcinek 44 | Tytani przebrali się i ukryli na farmie, oczekując na kosmitów (Robin z Gwiazdką przebrali się za starsze małżeństwo, Raven za strach na wróble, Cyborg za krowę, a Bestia zmieniony jest w świnię). Nadlatują kosmici i porywają krowę ale nie udaje się ich pokonać. Bestia stwierdza, że nie może nadążyć za resztą grupy i postanawia kupić sobie jakiś pojazd. Robin uznaje że to nie jest potrzebne bo chłopak potrafi latać, ale Raven proponuje Bestii, żeby sam na niego zapracował. Bestia postanawia znaleźć pracę, ale jedyne miejsce gdzie może liczyć na pracę to bar w którym sprzedają tylko mięso (Bestia jest wegetarianinem). Do pracy przekonuje go tylko to, że pracownik miesiąca dostanie dokładnie taki sam pojazd, który spodobał się Bestii. Tytani wyruszają bronić miasta przed UFO, ale Bestia zostaje w barze. Odkrywa on, że nie sprzedaje się tu mięsa tylko nufu (pozaziemskie tofu). Kosmici chcą ukraść wszystkie krowy (które dostarczają im energii), a potem wysadzić Ziemię. Przywódca kosmitów wyjawia chłopakowi, że nufu trzeba polać wodą, dzięki której zamieni się ono z powrotem w tofu. Bestia chowa przywódcę kosmitów do lodówki. Tytani wygrywają. |                         |                   |
|            | |                         |                   |
| Odcinek 45 | „Trok” | „Troq”                  | 24 czerwca 2007   |
| Odcinek 45 | Tytani zauważyli, że na niebie leci jakiś statek ścigany przez dwa mniejsze. Obserwują krótką, ale zaciętą walkę, w której ścigany Pilot zniszczył 2 goniące go statki. Miał na imię Valior. Wyznał on tytanom, że za atakiem stoją Lokriksy – zabójcze cyber maszyny, które chcą władzy w całej naszej galaktyce. Tytani chcą mu pomóc i wyruszają z nim na Centrie – planetę, z której pochodzą te maszyny. Podczas lotu, statek atakują Lokriksy. W trakcie bitwy Gwiazdka omal nie spowodowała eksplozji dezintegratora, co rozgniewało Valiora – dziewczyna potem przeprosiła za to, lecz wojownik odrzekł jej, iż "nie potrzebuje pomocy od żadnego troka", co bardzo zraniło Gwiazdkę. Gdy statek zbliżył się do planety zabójczych maszyn, okazało się, iż chroni ją pole minowe. Gwiazdka ma je usunąć. Przy przesuwaniu min, dziewczyna potrąciła detonator jednej z nich, nieświadomie ją uzbrajając, ale na szczęście Gwiazdka zdążyła z nią odlecieć na bezpieczny dystans zanim doszło do eksplozji. Po tej akcji Cyborg również nazwał gwiazdkę "trokiem", na co dziewczyna się zdenerwowała i wyjawiła koledze, iż to określenie jest dla niej bardzo obraźliwe. Potem Gwiazdka i Cyborg powiedzieli Robinowi o tym, jak Valior nazywa ich koleżankę, a ten się zdenerwował. Gdy ekipa wylądowała na Centrie, Valior każe Gwiazdce pilnować statku, ale tym razem dziewczyna odmawia i idzie z ekipą do ataku. Tytani (oprócz gwiazdki) walczą z maszynami, a Gwiazdka i Valior lecą z dezintegratorem. Valior uruchomił swoje urządzenie, ale został uwięziony we wnętrzu pola siłowego. Gwiazdka jednak go wyciągnęła, ratując mu życie. |                         |                   |
|            | |                         |                   |
| Odcinek 46 | „Proroctwo” | „The Prophecy”          | 30 czerwca 2007   |
| Odcinek 46 | Tytani próbują odszyfrować dziwny znak na masce Slade’a. Potem złoczyńca atakuje miasto i niszczy budynki, ale celowo zostawia bibliotekę. Tytani udają się do niej i napotykają widma, które mówią im o proroctwie, zgodnie z którym władca ciemności przyjdzie na świat przez tajemniczy "klejnot", który staniem się portalem. Raven stara się opuścić budynek, a Robin próbuje ją zatrzymać. Ona jednak uciekła do wieży Tytanów, gdzie stworzyła portal, przy pomocy którego udała się do wymiaru Azarath. Wszyscy (oprócz Raven) walczą z dziwnymi stworami. Tymczasem Raven po dotarciu do Azarath poszukuje Arelli – jej matki, by pomogła jej powstrzymać spełnienie się proroctwa. Kobieta jednak mówi swej córce, że nic nie da się zrobić. Tytani znów walczą ze Sladem, ale bezskutecznie. W końcu powraca Raven, atakuje Slade’a i pokonuje go bez problemu. W trakcie walki Robin zorientował się, że to Raven jest tym klejnotem, o którym mówiły widma. Mówi tytanom o proroctwie i o jej ojcu, którym jest Trygon. Okazuje się też, że Slade służy Trygonowi, by odzyskać to, co utracił. |                         |                   |
|            | |                         |                   |
| Odcinek 47 | „Rozbitkowie” | „Stranded”              | 1 lipca 2007      |
| Odcinek 47 | Tytani lecą w kosmos, ponieważ zaatakowana została stacja kosmiczna na orbicie Ziemi. Napotykają tam dziwnego stwora. Cyborg nazywa Gwiazdkę dziewczyną Robina, na co on reaguje złością. Stacja się rozpada więc z niej uciekają, ale w kosmosie atakuje ich ten sam potwór, którego spotkali na stacji. Rozbijają się na nieznanej planecie. Cyborg musi zostać złożony przez Bestię, Raven przebywa z malutkimi kosmitami, a Robin walczy z kosmitą. Ratuje go Gwiazdka. Próbuje jej wytłumaczyć, o co chodzi z dziewczyną. W końcu rozmawiają poważnie, ale Robin jeszcze nie wyznaje tego, co naprawdę czuje. Przytulenie godzi ich, a Cyborg z Bestią (który ma problem z obsługą Tytanolotu)zauważają rękę Cyborga. Raven jest w czasie masażu pleców. |                         |                   |
|            | |                         |                   |
| Odcinek 48 | „Przeciążenie” | „Overdrive”             | 4 sierpnia 2007   |
| Odcinek 48 | Cyborg narzeka, że nie korzysta z życia na maksa. Dla zwiększenia swojej energii zamówił czip Maximum 7, ale nie wiedział jak działa (nie przeczytał instrukcji). Włożył czip do mózgu i zaczął funkcjonować tak, jak należy: Dzięki temu urządzeniu mógł robić więcej rzeczy, m.in. zaczął uczyć się języka Tamarian, brał lekcje surfingu, zrobił reklamę o sosie Cyber-Q, oraz wiele innych. Potem miasto zaatakował Billy Numerek. Gdy Cyborg tracił siły w wyniku starcia, zrezygnował najpierw ze spania, potem jedzenia, a na końcu – z emocji. Gdy Tytani przystąpili do następnej walki z Billym, w Cyborgu nastąpiło przeciążenie. Przyjaciele zabrali go do wieży i usunęli z niego czip. W ostatecznej walce z Billym Numerkiem, Cyborg stworzył hologramy, dzięki którym pokonali przeciwnika. |                         |                   |
|            | |                         |                   |
| Odcinek 49 | „Mamcia Oczko” | „Mother Mae-Eye”        | 2 lipca 2007      |
| Odcinek 49 | Tytani budzą się w wieży i spotykają wiedźmę, która podała się za ich mamę. Nazywa się Mamcia Oczko. Ciągle karmi ich ciastem, przez które Tytani kochali Mamcię, i zmieniła ich wieżę w piernik. Nagle włącza się alarm. Mamcia Oczko zabrania im wyruszyć na misję. Tytanom udało się namówić mamcię, ale kazała Robinowi pozbyć się jego „niebezpiecznych zabawek”, przebrała Raven w sukienkę, Bestię w strój królika, a Gwiazdkę w sweter. Kiedy Tytani przybywają na miejsce zbrodni nie mogą pokonać Roju: kostium Bestii jest za ciasny i nie może się zmienić, a Robin nie ma swoich gadżetów. Mamcia Oczko pomaga Tytanom. Gwiazdka uderzyła się w głowę i zobaczyła, że Mamcia Oczko to nie ich mama tylko zła wiedźma. |                         |                   |
|            | |                         |                   |
| Odcinek 50 | „Koniec, cz. 1” | „The End, Part I”       | 5 sierpnia 2007   |
| Odcinek 50 | Raven budzi się o świcie, a na jej ciele pojawiają się znamiona. Przez cały dzień stara się być miła dla innych (przez co można dowiedzieć się, że raczej nie ma talentu do gotowania). Nagle słońce zasłania księżyc. Tytani domyślają się, że tego dnia ma się spełnić proroctwo i zanoszą Raven do pokoju specjalnie do tego przygotowanego, postanawiają jej bronić. Raven nie chcąc, by jej przyjaciele cierpieli zgadza się wypełnić przepowiednie i prosi Slade’a, żeby zaprowadził ją do Trygona. Nie pozwala Tytanom sobie przeszkodzić. Przemienia się w portal. |                         |                   |
|            | |                         |                   |
| Odcinek 51 | „Koniec, cz. 2” | „The End, Part II”      | 5 sierpnia 2007   |
| Odcinek 51 | Robin zobaczył kruka i pobiegł za nim, mając nadzieję, że to Raven. Ptak zaprowadził go na szczyt jakiegoś budynku. Okazuje się, że przyprowadził też pozostałych Tytanów. Odkrywają, że Raven pozostawiła im część mocy. Postanawiają zabić Trygona, ale nie udaje się tego zrobić. Spotykają Slade’a, który dla własnej korzyści postanawia im pomóc. Gwiazdka, Bestia i Cyborg zajmują Trygona, a Robin wyrusza na poszukiwanie Raven. Trygon tworzy złe kopie swoich przeciwników, które z nimi walczą. Robin znajduje Raven, ale ona wygląda na pięciolatkę i jest ubrana na biało. |                         |                   |
|            | |                         |                   |
| Odcinek 52 | „Koniec, cz. 3” | „The End, Part III”     | 11 sierpnia 2007  |
| Odcinek 52 | Mała Raven ucieka, ale Robin ją dogania. Opowiada jej historię o niej. Ta natomiast sobie wszystko przypomina i razem z Robinem idą do tytanów. Zła kopia Gwiazdki mówi Trygonowi, co mają zamiar zrobić tytani. On już to wiedział. Bohaterowie zamieniają swoich przeciwników: dobry Bestia ze złą Gwiazdką, dobry Cyborg ze złym Bestią, dobra Gwiazdka ze złym Cyborgiem. Pokonują ich. Tymczasem Tytani zauważyli Robina i Raven, z czego się ucieszyli. Mała Raven martwi się zarówno o ojca, jak i przyjaciół. Do walki dołącza Slade. W końcu bezsilnym tytanom pomaga mała Raven z cząstką swej dawnej mocy. Odzyskuje nadzieję i powraca do normalnego wieku. Zabija Trygona zaklęciem: „Ararath-Metreon-Zintos!”. Wszystko wraca do normy, a Tytani (zwłaszcza Robin) czekają na Slade’a. Raven zaczyna się z resztą grupy bawić. |                         |                   |
|            | |                         |                   |

### Sezon 5: 2005−2006
|            | Polski tytuł | Angielski tytuł       | Premiera w Polsce |
| ---------- | --- | --------------------- | ----------------- |
|            | |                       |                   |
| Odcinek 53 | ,,Powrót do domu, Część 1." | „Homecoming, Part I”  | nieemitowany      |
| Odcinek 53 | Braterstwo zła buduje maszynę wytwarzającą czarne dziury. Doom Patrol (do którego kiedyś należał Bestia) próbuje zniszczyć tę maszynę. Po krótkiej walce trafiają do pomieszczenia, w którym znajduje się maszyna. Jest tam też mózg wraz ze swoim ochroniarzem: wielkim gorylem. Ten goryl złapał Bestię, a reszta członków Doom Patrolu zostaje uwięziona. Kiedy mózg ma zamiar uciec, Bestia podnosi się z ziemi i zmienia w ogromnego dinozaura, lecz zamiast zająć się Mózgiem, ten ratuje „rodzinę”. Lider grupy, Mento ma za złe Bestii, że ten nie posłuchał rozkazu i wyrzuca go z drużyny. Kilka lat później (tzn. w czasach które znamy z kreskówki) do Tytanów przybywa lokalizator od Doom Patrolu, za pomocą którego proszą oni Bestię o pomoc. Tytani wyruszają więc do dżungli, w której znajdują się wszyscy członkowie z Doom Patrolu. Tam znajdują jedynie wrak ich samolotu, lecz po chwili spotkali zepsutego Robotmana. Cyborg naprawia go, następnie cała szóstka wyrusza na poszukiwanie kryjówki Mózga. Tytani włamują się do kryjówki, ratują uwięzionych członków Doom Patrolu oraz walczą z obstawą Mózga. Kiedy prawie wszyscy bohaterowie (Doom Patrol oraz Tytani bez Bestii) zbierają się na środku, zostają uwięzieni w niezniszczalnej od środka klatce. Bestia, który został odrzucony na bok podczas walki staje przed kolejnym trudnym wyborem. Decyduje się on jednak, żeby uwolnić przyjaciół. |                       |                   |
|            | |                       |                   |
| Odcinek 54 | ,,Powrót do domu. Część 2. " | „Homecoming, Part II” | nieemitowany      |
| Odcinek 54 | Doom Patrol oraz Tytani ustalają miejsce pobytu Mózga. Mento, który czytał w myślach mózgowi, wie gdzie on zamierza się wybrać. Mówi on Bestii, żeby wyruszył wraz z nimi na poszukiwanie go, jednak zabrania Tytanom udziału w wyprawie. Po drodze atakuje ich robot Mózga. Robotman walczy z nim, a reszta członków Doom Patrolu musi uciekać i zostawić przyjaciela. Następnie czwórka bohaterów zostaje zaatakowana przez armie czołgów i w trakcie tej potyczki tracą kolejnego członka. Niedaleko od poprzedniego miejsca ataku, powstaje zagrożenie od załamującej się skały. Elasti-Girl musi ją zatrzymać, opuszczając Mento i Bestię. Bestia pragnie jej pomóc, gdy skała ją przygniata, lecz Mento nie pozwala mu. Kończy się to buntem Bestii. Dochodzą jednak do porozumienia i wspólnie wdzierają się do nowej lokacji Mózga. Kiedy obaj byli w krytycznym momencie sytuację ratują tytani oraz pozostali członkowie Doom Patrolu. Walczą wszyscy oprócz Bestii, który ma za zadanie powstrzymać Mózga. Mózg ma zamiar uruchomić maszynę tworzącą czarne dziury, aby zniszczyć świat, zaczynając od wieży tytanów. Bestia jednak zmienia cel ataku na miejsce, w którym się znajdują – po czym włącza maszynę, a obie ekipy muszą uciekać. Doom Patrol jest bardzo wdzięczny Bestii za unicestwienie maszyny. W tym odcinku dowiadujemy się o prawdziwym imieniu Bestii. |                       |                   |
|            | |                       |                   |
| Odcinek 55 | brak polskiego tytułu | „Trust”               | nieemitowany      |
| Odcinek 55 | Mózg nauczony doświadczeniem przygotowuje się na kolejne starcie z Tytanami – tym razem jednak postanawia dowiedzieć się najpierw możliwie dużo na ich temat. W tym celu wysyła Madame Rouge, aby zdobyła od honorowych Tytanów nadajnik – nie udaje jej się z Grizlołakiem, potem ponosi porażkę z Płomieniem, który niszczy nadajnik, jednak Madame Rouge podstępem obezwładnia go, po czym przybiera jego postać i w ten sposób zdobywa urządzenie od Robina. |                       |                   |
|            | |                       |                   |
| Odcinek 56 | brak polskiego tytułu | „For Real”            | nieemitowany      |
| Odcinek 56 | Kontroler napada na wieżę Tytanów, ale nikogo tam nie zastaje – oprócz Jedwabka. Kontroler postanawia poczekać na powrót lokatorów. W tym samym czasie Tytani Wschodu lecą do Młodych Tytanów – gdy dotarli na miejsce, Kontroler napada na nich myśląc, że są oni ekipą Młodych Tytanów. Gdy się jednak dowiaduje kim naprawdę są, mówi, że nie chce z nimi walczyć i tylko szuka Tytanów. Gdy Tytani Wschodu dowiadują się, że on ich nie zna i nie uznaje ich za prawdziwych Tytanów, Zaczynają ze sobą walczyć. Gdy tytani zaczynają przegrywać, Kontroler ucieka a oni sami znajdują przerażonego Jedwabka. Włącza się alarm. Tytani Wshodu lecą na ratunek, jednak każdy mówi im że czeka na Młodych Tytanów. Chcą pokazać, że są lepsi. Po wygranej walce myślą, że na zawsze zajęli miejsce Robina, Gwiazdki, Raven, Cyborga i Bestii. Mieszkańcy myślą, że to oni tylko w innych kostiumach. Wracają do wieży Tytanów. Kontaktuje się z nimi Kontroler. Za pomocą pilota wciąga ich do środka. Kłamie mieszkańców, że oni pozbyli się Tytanów i chcą zawładnąć Światem. Każe im zrobić rzeczy, aby przekonali wszystkich, że są tacy dobrzy. Przy okazji pokazuje im że Robin, Gwiazdka, Cyborg, Raven i Bestia poradziliby sobie. Pokonują powoli każdą trudność, co jeszcze bardziej rozwściecza Kontrolera. Nawet więźniowie których pokonali Młodzi Tytani myślą, że Tytani Wschodu są lepsi. Po pokonaniu Kontrolera, dzwonią do Cyborga. Mówi im, że jak wrócą, to będą musieli wracać do swojej wieży, bo Tytani mają teraz inny problem: są na pokrytym śniegiem lądzie i próbują złapać przestępcę. Tytani Wschodu jednak nie chcą zostać w mieście. Stwierdzili, że to nie robota dla nich, tylko dla Młodych Tytanów i wrócili do swojej wieży. |                       |                   |
|            | |                       |                   |
| Odcinek 57 | brak polskiego tytułu | „Snowblind”           | nieemitowany      |
| Odcinek 57 | Tytani ruszają na zamarznięty ląd, wszyscy ciepło ubrani z wyjątkiem Gwiazdki która jest odporna na zimno. Tam walczą z przestępcą, Gwiazdka chcąc go złapać gubi się w śnieżycy. Robin chce poszukać Gwiazdki, ale Cyborg i Raven mówią, że szukając przyjaciółki sam może się zgubić. Bestia ciągle trzęsie się z zimna. Po chwili zastanowienia Tytani ruszają odnaleźć przyjaciółkę. Gwiazdka ze zmęczenia i zimna pada na ziemie, ale odnajduje ją pewien gość który nazywa się Czerwona Gwiazda (Red Star). Pomaga Gwiazdce. Gwiazdka otwierają drzwi na dwór widzi przed sobą swoich przyjaciół. W końcu walczą z przestępcą a Czerwona Gwiazda pomaga im. |                       |                   |
|            | |                       |                   |
| Odcinek 58 | brak polskiego tytułu | „Kole”                | nieemitowany      |
| Odcinek 58 | Tytani pozostają na dalekiej północy, gdzie Doktor Błysk testuje swoją nową machinę, pozwalającą mu pobierać energię z zorzy polarnej. Tytani podczas walki z nim przypadkowo dostają się do podziemnej, prehistorycznej krainy, gdzie walcząc z dinozaurami spotykają małą dziewczynkę Kole i jaskiniowca Gnarrka – nowych herosów. Doktor Błysk porywa i próbuje wykorzystać moce Kole do absorpcji energii z zorzy polarnej, w czym przeszkadzają mu Tytani i Gnarrk. W końcowej scenie Robin wręcza Kole komunikator – dziewczynka stwierdza, że nie jest jej potrzebny, gdyż wraca z Gnarrkiem do podziemnej krainy, gdzie nikt jej nie znajdzie. Jednakże Mózg monitoruje całą rozmowę. |                       |                   |
|            | |                       |                   |
| Odcinek 59 | brak polskiego tytułu | „Hide and Seek”       | nieemitowany      |
| Odcinek 59 | Raven ma za zadanie odeskortować trójkę małych dzieci obdarzonych nadprzyrodzonymi mocami do bezpiecznego miejsca. Mallah próbuje je porwać, jednak ostatecznie wykorzystują one swoje moce, aby mu przeszkodzić. Początkowo niechętna Raven nabiera w stosunku do dzieci coraz większej troski. |                       |                   |
|            | |                       |                   |
| Odcinek 60 | brak polskiego tytułu | „Lightspeed”          | nieemitowany      |
| Odcinek 60 | Rój wkrada się do muzeum – złoczyńcy zabierają stamtąd drogocenne eksponaty i dziwny medalion. Jednak ktoś im w tym przeszkadza. Szybko wracają do swojej kryjówki, aby tam opracować nowy plan i poznać tajemniczego bohatera. Podczas kolejnego skoku znów przeszkadza im tajemniczy obrońca. Po nieudanej kradzieży Jinx sama wraca do muzeum, chcąc złapać bohatera. Okazuje się, że nazywa się Kid Flash i zakochał się w czarownicy. Kid Flash chce, aby Jinx została z nim i nie wracała do Roju – ale dziewczyna odmawia i atakuje go. Na pomoc czarownicy przybywają inni członkowie Roju. Gdy wydaje im się, że pokonali Kid Flasha, ten zaczyna biec chcąc zmęczyć przeciwników. Jednak zaczyna przegrywać, a Jinx go obezwładnia. Budzi się w więzieniu zbudowanym przez Rój. Jinx chce dowiedzieć się od niego, dla kogo pracuje a Ten zaczyna gadać o ich kryjówce. Zmęczona Jinx dzwoni do Madame Rouge, ale wtedy Kid Flash ucieka, niszcząc wszystko w ich kryjówce. Rój próbuje go schwytać. Po ucieczce Kid Flasha, do zrezygnowanego Roju przybywa rozgniewana Madame Rouge i każe im go natychmiast unicestwić. Podczas nocnego spaceru w mieście, Jinx spotyka Kid Flasha. Zatrzymuje go i wzywa Rouge, która chce zabrać go do tajnego laboratorium. Walczą ze sobą ale w końcu znów ucieka. Rój rusza jego śladem i łapie go w bunkrze. Jinx postanawia się zemścić, ale Kid Flash przekonuje ją, że może być dobra. Jinx nie chce tego słuchać i atakuje chłopaka. Gdy spotyka Madame Rouge, chwali się zwycięstwem, jednak kobieta atakuje Jinx. Dziewczyna wtedy zrozumiała, że Kid Flash miał rację i pomaga mu. Każe mu uciekać a sama mówi Madame Rouge prawdę. Rój chce aby Jinx dalej z nimi była, jednak nie zgadza się. Idzie w inną stronę. Znajduje różę. - Jest to wyjątkowy odcinek Młodych Tytanów, ponieważ w całym odcinku ani razu nie pokazuje się żaden Tytan. Akcja rozgrywa się głównie wokół Jinx i Kid Flasha. |                       |                   |
|            | |                       |                   |
| Odcinek 61 | brak polskiego tytułu | „Revved Up”           | nieemitowany      |
| Odcinek 61 | Ding Dond Daddy ukradł walizkę, należącą do Robina. Aby ją odzyskać, Tytani muszą pokonać DDD w wyścigu. DDD za pomocą promienia pozbawił Gwiazdkę i Raven możliwości latania. Panie muszą dotrzeć do mety na nogach, lecz Gwiazdka znajduje małą ciężarówkę obładowaną kurami, która ich podwiezie. Cyborg, który jedzie swoim samochodem razem z Bestią, pozbawia DDD kół, ale pojawił się jego team techniczny i zamontował mu nowe koła. Robin omal nie przejął walizki, lecz drogę zajechał mu inny motocykl – jechał nim kierował Czerwony X, który również miał zamiar zdobyć walizkę. Gwiazdka i Raven wysiadły na stacji benzynowej i spotkały tam Gizma. Gwiazdka tłumaczy mu całą sytuację, lecz Gizmo jedzie bez nich by samemu zdobyć tajemniczą walizkę i informuje innych wrogich bohaterów o wyścigu. Ekipa techniczna DDD próbuje uszkodzić samochód Cyborga. Gwiazdka i Raven w przebraniu dwóch robotów wsiadają do autobusu, w którym są złoczyńcy. Robin i Czerwony X walczą między sobą na motocyklach, podczas gdy tuż przed nimi jest DDD. Robin wówczas mówi do X’a, że zawartość walizki jest cenna tylko dla niego samego. W autobusie Gwiazdka i Raven zostały zdemaskowane, lecz jak się potem okazało, dziewczyny dały sobie radę z wrogami i przejęły kierownicę. Tymczasem Ekipa techniczna DDD dogania Cyborga i Bestię, i rozkładają samochód jeszcze bardziej. Cyborg w końcu decyduje się, aby Bestia zasiadł za kółkiem i sam zajmuje się rywalami. Przy tunelu ekipa techniczna DDD zostaje pokonana, natomiast Bestia ciągnie Cyborga jako koń dorożkowy. DDD zamraża za sobą lodem ulicę, utrudniając jazdę Robinowi i Czerwonymi X’owi, dodatkowo rzuca na nich bomby. Czerwony X nadział się na jedną z nich i stracił motor, lecz Robin złapał go i wiezie jako pasażera. Czerwony X eliminuje z wyścigu złoczyńców, wezwanych przez Gizma, włącznie z nim. Tuż przed metą Robin wykopuje DDD z jego samochodu i dzięki temu jako pierwszy przekracza linię mety. Po chwili dołączają kolejni tytani i Robin postanawia ujawnić im zawartość walizki. W tym momencie kończy się odcinek i nie wiadomo, co zawiera walizka. |                       |                   |
|            | |                       |                   |
| Odcinek 62 | brak polskiego tytułu | „Go!”                 | nieemitowany      |
| Odcinek 62 | Pewna kosmitka (Gwiazdka) ucieka z więzienia i w poszukiwaniu schronienia leci na planetę Ziemię. Robin próbuje zamknąć złapanego przestępce i nagle widzi jakieś spadające obce ciało, które po chwili uderza w pobliską ulicę. Robin biegnie to sprawdzić – zauważył, że była to dziewczyna. Zaczyna z nią walczyć, ale bez skutku. Spotyka Bestię, a po chwili Cyborga i razem walczą z kosmitką. Z ciemnej ulicy wychodzi Raven i pomaga w pokonaniu dziewczyny. Wszyscy chowają się przed kosmitką za przewróconym autobusem, która pada na kolana ze zmęczenia. Robin podchodzi by uwolnić ją z dziwnych kajdanek i przedstawia się jej, a ta go całuje i odlatuje. Robin, Cyborg, Raven i Bestia znajdują ją w sklepie. Mówią, że chcą jej pomóc, a ona się zgadza. Dziewczyna mówi, że Strażnicy z więzienia chcą ją porwać i zamknąć w więzieniu, chociaż nic nie zrobiła. Przyjaciele pokonują strażników więzienia. Na końcu Robin, Cyborg, Raven i Bestia stoją na wysepce gdzie powstanie ich dom. Podchodzi do nich kosmitka i mówi, że ma na imię Gwiazdka. Robin daje im komunikatory i zakłada drużynę bohaterów, która nosi nazwę Młodzi Tytani. |                       |                   |
|            | |                       |                   |
| Odcinek 63 | Wołanie o pomoc | „Calling All Titans”  | nieemitowany      |
| Odcinek 63 | Mózg zwołuje większość wrogów tytanów, którzy mają zniszczyć bohaterów i ich sojuszników (Kole, Gnarrka, Błyskawicę, Pioruna, Tytanów Wschodu i innych). Wśród wrogów są między innymi: Mamcia Oczko, Gizmo, Mamut, Atlas, Popielarz, Plazmus, Zwarciarz i inni. |                       |                   |
|            | |                       |                   |
| Odcinek 64 | brak polskiego tytułu | „Titans Together”     | nieemitowany      |
| Odcinek 64 | Kontynuacja odcinka „Wołanie o pomoc”. Mas poszukuje Menosa. Bestia razem z resztą sojuszników, którzy ocaleli (Panda, Jerycho, Herold, Mas) próbuje pomóc innym. Ostatecznie pokonują Mózga. |                       |                   |
|            | |                       |                   |
| Odcinek 65 | brak polskiego tytułu | „Things Change”       | nieemitowany      |
| Odcinek 65 | Bestia zauważa w mieście osobę bardzo podobną do Terry, i postanawia to sprawdzić. Okazuje się, że ona nic nie pamięta i uczęszcza do szkoły. Tymczasem reszta Tytanów ma problem z potworem, który wchodzi w ściany. Odcinek kończy się tym, że Bestia wychodzi ze szkoły na ratunek przyjaciołom. |                       |                   |

### Film: 2006
|                     | Polski tytuł                                                                   | Angielski tytuł                 | Premiera w Polsce |
| ------------------- | ------------------------------------------------------------------------------ | ------------------------------- | ----------------- |
|                     |                                                                                |                                 |                   |
| Film pełnometrażowy | „Młodzi Tytani: Problem w Tokio”                                               | „Teen Titans: Trouble in Tokyo” | 13 stycznia 2009  |
| Film pełnometrażowy | Młodzi Tytani wyruszają do Japonii aby powstrzymać niebezpiecznego przestępcę. |                                 |                   |

### Odcinek specjalny: 2005
|                   | Polski tytuł          | Angielski tytuł    | Premiera w Polsce |
| ----------------- | --------------------- | ------------------ | ----------------- |
|                   |                       |                    |                   |
| Odcinek specjalny | brak polskiego tytułu | „The Lost Episode” | nieemitowany      |
| Odcinek specjalny | brak danych           |                    |                   |